# Projectonderwijs
Mate van vrijheid
van de lerende om zijn eigen leerproces in te richten (afnemend van boven naar beneden)
| Vrij        |
| Onderneming |
| Project     |
| Probleem    |
| Opdracht    |
| Taak        |
| Instructie  |

Het voornaamste middel dat de onderwijsvorm gebruikt is een indicatie
Projectgestuurd onderwijs of Projectonderwijs is een onderwijsmethode die de lerende in een projectsetting inzicht geeft in de praktijk van een thema en zo theoretische concepten en beginselen leert. De methode stelt de student en niet de docent centraal, de methode stelt het proces en niet het product centraal.

## Definitie
Het model beoogt het aanmoedigen van de zelfstandigheid van de student. De student doet niet alleen kennis op, maar leert sociale en communicatieve vaardigheden en leert leren leren. Het projectonderwijs doet beroep op de zelfstandigheid en zelfverantwoordelijkheid van de student. Ondernemend onderwijs gaat een stap verder (de lerende kiest zelf het vraagstuk of opdrachtgever).
Kenmerkend is dat leerlingen en studenten soms individueel maar meestal in een groep, semi-zelfstandig aan een taak werken met een concreet resultaat. Projectonderwijs is maatschappelijk relevant en stelt groepsleren en probleemgestuurd werken centraal. Studenten leren zo de basis van hun beroep: beroepsspecifieke vraagstukken analyseren en oplossen. Daarvoor zijn nodig vergaderen, een vergadering leiden, rapport schrijven en sociale vaardigheden: spreken in groep, assertiviteit, luisteren, anticiperen... Naast deze sociale leerdoelen zijn er technische aspecten: hoe klinkt een probleemstelling, hoe verzamel je informatie, hoe pak je een interview aan, hoe zorg je voor een concreet product dat tegemoetkomt aan het gestelde probleem? De integratie van theorie en praktijk is belangrijk. Het is een werkvorm die wil emanciperen. Het is niet toevallig dat de methode in de jaren zestig herontdekt wordt.
Een verdere definiëring is lastig omdat projectonderwijs op verschillende manieren in de praktijk wordt ingevuld. Zo is soms sprake van een werkvorm en in een ander geval van onderwijsvorm. Soms is het thema reëel soms is het simulatie. Soms is de structuur los en soms is die vast. Soms wordt er sterk door de docent gestuurd en soms is er sprake van zelfsturing. Soms wordt het project gestart vanuit een vak en soms vanuit alle vakken. Soms wordt een groep gezien als een som van individuen, soms wordt het leren en werken in de groep zelf als belangrijkste onderdeel beschouwd.

## Geschiedenis
Aan de basis liggen de ideeën van Paulo Freire en William Heard Kilpatrick (1871-1965). Deze laatste wordt bekend door zijn boek The project method uit 1919 waarin hij beschrijft hoe leerlingen spontaan bezig zijn met reële levenssituaties en zich ontwikkelen door eigen activiteit. John Dewey werkt dit theoretisch uit, waardoor hij meestal als de bedenker wordt gezien. Paulo Freire bouwt met zijn Pedagogie der onderdrukten eveneens mee aan de basis van de methode. Aanvankelijk meent men dat Freires methode puur bedoeld is voor de ontwikkeling van volwassen analfabeten in de derde wereld. Na een tijd ziet men dat de werkwijze en de idee op het Westen toe te passen is. De vrijheids- en participatiestrijd in Latijns-Amerika lijkt op de strijd van de West-Europese jongeren sinds mei ‘68. Toegepast op het projectonderwijs vertrekt de idee vanuit de student als een handelend subject. In tegenstelling tot het passieve object dat de leerstof ondergaat, stelt project het handelen (als eenheid van denken en doen) centraal. Docenten, nu ook projectbegeleiders genoemd, maken kennis met de ideeën en de boeken van de Nederlanders Rob Dolné (Projectonderwijs, 1977), Dick de Bie en Cees Louwerse (Opzetten en uitvoeren van projectonderwijs, 1972) en de Belg Roger Rutten (Projectwerk in Bokrijk, 1970) die in pamfletstijl stelt dat het project de samenhang moet tonen tussen het studieobject en de maatschappelijke context. Pleitbezorgers van de vernieuwing laten in het sociaal hoger onderwijs even radicale stemmen horen.
Door de hang vanuit de samenleving naar democratiseringsvernieuwingen werd in de jaren zeventig projectonderwijs als methode om mee te beslissen, te plannen, voor het werken met anderen in een groep, conflictoplossing en reflectie in het hoger onderwijs geïntroduceerd. In het middelbaar onderwijs ontstond het zogenaamde openprojectonderwijs aan het Wagenings Lyceum. Hierbij waren onder andere biologiedocent Anne-Ruth Wertheim en Theo Jansen van de Katholieke Universiteit Nijmegen.  Om dit uit te breiden naar andere vormen van onderwijs, waar vooral kinderen uit arbeidersgezinnen kwamen, richtte men de SOP (Stichting Ontwikkeling Projectonderwijs), voorheen Groep Ontwikkeling Projectonderwijs op met pedagogen en onderwijsvernieuwers als betrokken leden.
De onderwijsvernieuwers die open projectonderwijs aan het Wagenings Lyceum ontwikkelden hebben tussen 2005 en 2009 de resultaten van hun werk in een voor de onderwijsvernieuwers van nu toegankelijke vorm gebracht, samen met het IISG (Internationaal Instituut voor Sociale Geschiedenis). Aanleiding vormde een grote vondst videobanden door de oud-conrector Johan Marteijn, die zelf enthousiast had deelgenomen aan de projecten, in de kelder van het Wagenings Lyceum, vlak voordat het gebouw zou worden afgebroken. Al deze videobanden zijn gedigitaliseerd evenals veel foto's en teksten, er zijn nieuwe DVD's gemaakt en dit alles is in te zien in het IISG. Het fonds MEP (Stichting ter bevordering van het Maatschappelijk Emancipatieproces) droeg bij aan de noodzakelijke financiering.
Een revival van projectonderwijs is te zien eind jaren tachtig in Vlaanderen, begin de jaren negentig in Nederland. In de jaren tachtig komt naast de emancipatorische en de anti-autoritaire gedachte een nieuwe inspiratie. Het projectonderwijs streeft niet meer uitsluitend naar een “ideaal maatschappijtype of een fundamenteel andere grondhouding ten aanzien van het onderwijs." Gezien de samenleving zich niet door middel van projectonderwijs laat veranderen, komt het accent te liggen op het zelf zoeken, het uitdiepen van een thema en het aanleren van vaardigheden en technieken in functie van het beroep. De verschuiving zorgt dat het projectonderwijs dichter gaat aanleunen bij het klassikaal onderwijs. Het ligt in de lijn van die jaren: de toenemende werkloosheid en de gevolgen van de oliecrisis doen een roep naar efficiëntie ontstaan, niet naar een maatschappij kritische houding. In Nederland vertaalt het projectonderwijs zich in de kwalificatiegolf die binnen het onderwijs op komt. Deze bepaalt dat wat mensen moeten leren vooral arbeidsmarktgericht moet zijn. Daarnaast speelt de tendens om het onderwijs zich meer te laten richten naar de criteria die uiteindelijk van een school verlatend professional worden gevraagd.

## Proces
Het projectonderwijs bestaat uit de volgende fasen:
- De lerende krijgt een probleem voorgeschoteld
- De lerende verdiept zich alleen of met anderen in het probleem
- De lerende stelt een oplossing voor
- De lerende vertaalt deze oplossing in een concreet te realiseren eindresultaat
- De lerende omschrijft vooraf de gezamenlijk te verrichten werkzaamheden leidend tot dit eindresultaat
- De lerende voert dit project uit, test het eindproduct en implementeert deze
- De lerende reflecteert op het uitgevoerde project

## Voorwaarden
De lerende dient over inhoudelijke voorkennis te beschikken (zie referentie Leirman 1977) daarover zijn het de meeste wetenschappers eens. De Bie en Louwerse stellen de volgende voorwaarden
- voldoende basiskennis en oriëntatie vooraf op de aangereikte onderwerpen
- een gedegen doelstelling kunnen opstellen
- de doelen en het werk kunnen (onder)verdelen
- diepgaande reflectie op het groepsdynamica kunnen plegen
- over voldoende studievaardigheden als opzoeken en rapporteren bezitten.

## Pro's en contra's
In een verslag uit het schooljaar 1974-75, van de sociale hogeschool Ipsoc, lezen we een evaluatie van de methode. Als de projectbegeleiders de resultaten bespreken zijn hun reacties verdeeld. Over het algemeen is men enthousiast over het eerste jaar. De evaluatie bij de tweedejaars is minder gunstig. De begeleiders zoeken hun weg. Het argument dat de onderwijsvorm een aanzienlijk groter studierendement teweegbrengt, ontgeldt het. Er blijkt “een significant onevenwicht tussen het aantal uren project en het uiteindelijke leerresultaat. (…) Veel tijd gaat op in het leren ontdekken hoe het niet moet.” De grondgedachte om de spontane belangstelling van de student te activeren is evenwel een belangrijke motivator. Ondanks de kinderziektes vindt de methode snel ingang binnen diverse sociale opleidingen. Globaal genomen zijn de voor- en nadelen als volgt te omschrijven.

## Voordelen
- Verhoogt de betrokkenheid van de lerende
- Plaatst het geleerde in de “echte” wereld
- Sluit aan en bouw voort op de passie, interesses en belangen van de studerende
- Zorgt voor een zinvolle en authentieke context om te leren
- Dompelt de lerende onder in de complexiteit van de alledaagse wereld
- Onderzoekt “echte” problemen dus zonder een vooraf bepaalde oplossing
- Laat studenten het voortouw nemen en legt bij hen de kritische keuzes en beslissingen
- Stelt hoge eisen aan het ontwikkelen en tonen van essentiële vaardigheden en kennis
- De lerende werkt multidisciplinair
- Genoeg kansen voor reflectie en zelfevaluatie
- Het levert resultaten op waar daadwerkelijk de maatschappij wat aan kan hebben

## Nadelen
- Eentonig indien je alleen project gestuurd werkt.
- Gevaar voor onvoldoende aandacht aan de inhoud. Vaak komen dezelfde leeractiviteiten terug ongeacht het vraagstuk.
- Beroept zich op meetbare leerdoelen terwijl die in de praktijk nauwelijks gedefinieerd zijn.
- Vraagt aanpassingen van de bestaande leerdoelen of competenties.
- De onderwijsbegeleiders zijn niet in staat om eindproducten deskundig te beoordelen.
- Bij verschil in niveau en/of werkhouding binnen het project is er een groot risico dat studenten meeliften op de prestaties van hun teamgenoten.